# サンタ・ソフィーア
サンタ・ソフィーア（伊: Santa Sofia）は、イタリア共和国エミリア＝ロマーニャ州フォルリ＝チェゼーナ県にある、人口約4,000人の基礎自治体（コムーネ）。

## 地理

### 位置・広がり

#### 隣接コムーネ
隣接するコムーネは以下の通り。括弧内のARはアレッツォ県、FIはフィレンツェ県所属を示す。
- バーニョ・ディ・ロマーニャ
- チヴィテッラ・ディ・ロマーニャ
- ガレアータ
- プラトヴェッキオ・スティーア (AR)
- プレミルクオーレ
- サン・ゴデンツォ (FI)
- サルシナ

### 気候分類・地震分類
サンタ・ソフィーアにおけるイタリアの気候分類 (it) および度日は、zona E, 2484 GGである。
また、イタリアの地震リスク階級 (it) では、zona 2 (sismicità media) に分類される。

## 行政

### 分離集落
サンタ・ソフィーアには、以下の分離集落（フラツィオーネ）がある。
- Berleta, Biserno, Bleda, Burraia, Cabelli, Campigna, Camposonaldo, Chalet Burraia, Collina di Pondo, Corniolo, Isola, Monte Falco,, Rifugio La Capanna, San Martino, Spinello

## 文化・観光
「スローシティ」加盟都市である。